# Bosque siempreverde Taiheiyo
Los bosques siempreverdes de Taiheiyo son una ecorregión de bosques templados de hoja ancha de Japón.

## Geografía
La ecorregión cubre un área de 138.300 kilómetros cuadrados en el lado del Pacífico (Taiheiyo) de las islas de Honshū, Shikoku y Kyūshū. También incluye la isla de Tsushima, en el estrecho de Corea, entre Kyushu y Corea, y las islas volcánicas de Izu, frente a la costa sur de Honshu.
En esta ecorregión se encuentran las mayores ciudades de Japón, como Tokio, Yokohama, Osaka y Nagoya.

## Clima
La ecorregión tiene un clima subtropical húmedo. La influencia de la corriente de Japón crea un clima húmedo con inviernos suaves y una larga temporada de crecimiento, que nutre los bosques de hoja ancha de hoja perenne.

## Flora
Los bosques de laurel crecían cerca de la costa y los de roble predominaban en el interior. En las zonas más altas, los bosques de hoja perenne de Taiheiyo dieron paso a los bosques caducifolios de montaña del interior.
Los bosques incluyen una mezcla de especies con orígenes en Asia templada y tropical. Las especies de origen tropical incluyen dos especies de la conífera Podocarpus, dos especies de Pittosporum, varias especies de la familia del laurel (Machilus, Neolitsea y Cinnamomum) y la cícada Cycas revoluta. Entre los árboles originarios de las zonas templadas de Eurasia se encuentran especies de robles de hoja perenne y Castanopsis.

## Fauna
Entre los mamíferos autóctonos figuran el ciervo sika (Cervus nippon) y el macaco japonés (Macaca fuscata).
Entre las aves autóctonas figuran la pitta nympha y la garza nocturna japonesa (Gorschius goisagi).
La salamandra terrestre de Odaigahara (Hynobius boulengeri) es nativa de la ecorregión.

## Conservación y amenazas
La mayor parte de los bosques se han convertido en agricultura o en ciudades. Quedan zonas de bosque alrededor de los templos y santuarios, en las laderas empinadas y en los desfiladeros. Los bosques de crecimiento secundario, llamados Satoyama, se encuentran en las laderas de las colinas que bordean las tierras de cultivo

## Áreas protegidas
El 17% de la ecorregión se encuentra en áreas protegidas. Las áreas protegidas incluyen los parques nacionales de Fuji-Hakone-Izu, Ise-Shima, Yoshino-Kumano, del Mar Interior de Seto, Ashizuri-Uwakai, Kirishima-Kinkowan, Unzen-Amakusa, de Sankai y Suigō-Tsukuba Quasi  (349,56 km²).